# Im Reich der Urmenschen
Im Reich der Urmenschen (Originaltitel: Walking with Cavemen) ist eine Dokumentation des englischen Senders BBC aus dem Jahr 2003. Es handelt sich um Trickfilme, bei denen in reale Landschaftsaufnahmen computeranimierte Elemente eingebunden wurden.

## Handlung
Im Reich der Urmenschen beschreibt auf Basis wissenschaftlicher Forschungen die Evolution vom einfachen Affen bis zum frühen Menschen. Der Film ist in zwei Kapitel unterteilt, die eine Spieldauer von je 45 Minuten haben. Der Film stellt die wichtigsten Vorfahren und Verwandten des Homo sapiens vor und beschreibt deren Entwicklung und Niedergang. Im Mittelpunkt stehen die Unterschiede zwischen Affen und Menschen und deren Missing Link. In der Dokumentation selbst macht der britische Arzt Robert Winston eine fiktionale Zeitreise und begleitet den Zuschauer durch die Epochen. Der Schauspieler Otto Clemens ist der Erzähler der deutschsprachigen Fassung.

### Teil 1 – Vorläufer oder Blutsbrüder
Der erste Teil lässt sich in zwei Parts unterscheiden. Einer behandelt den Australopithecus afarensis und erklärt grob die Unterschiede zwischen ihm und den Affen. Hauptcharakter ist Lucy und ihre Familie, die im Konflikt mit einer anderen Familie stehen. Es werden die Vorteile im aufrechten Gang gezeigt und so etwas wie familiäre Fürsorge, da Lucys älteste Tochter nach dem Tod ihrer Mutter das kleine Baby adoptiert.
Der zweite Part zeigt, wie viele verschiedenen Spezies es von Frühmenschen parallel gab. So sieht man den Homo habilis, Paranthropus boisei und Homo rudolfensis nebeneinander leben. Paranthropus boisei wird im Film als Boisei bezeichnet und gilt als Beispiel der Spezialisierung, die zwar erfolgreich funktioniert, bei Naturveränderungen aber das Aussterben dieser Art bedeutet. Homo habilis wird als anpassungsfähiger Allrounder beschrieben und wird als erstes Lebewesen beschrieben, dass einfaches Steinwerkzeug herstellt. Homo rudolfensis wird lediglich kurz als Konkurrenten des habilis erwähnt und hat seinen großen Auftritt, als es zu einer Konfrontation mit einer habilis-Herde kommt.
Da beide Geschichten in fast der gleichen Zeitzone spielen, sind Landschaften und andere Tierarten recht ähnlich. Neben den Urmenschen werden folgende Tiere gezeigt oder erwähnt:
- Ancylotherium
- Bienen
- Dinofelis
- Deinotherium
- Geier wahrscheinlich der Gänsegeier
- Impalas
- Kaffernadler
- Löwen
- Nilkrokodile
- Termiten
- Zebrafinken

### Teil 2 – Die Eroberer der Zukunft
Der zweite Teil beginnt mit der Vorstellung des Homo ergaster. Es wird ein Clan auf der Jagd gezeigt. Erstmals sieht der Vorfahre mehr einem Menschen ähnlich, als einem Affen. „Menschliche“ Eigenschaften wie Sprache und schwitzen werden erwähnt. Ergaster wird als Jäger und Sammler dargestellt. Auch gibt es nicht mehr ein dominantes Männchen, das alle Weibchen für sich beansprucht, sondern Paare. Es wird darauf hingewiesen, dass sich seit dem Homo habilis und Homo rudolfensis das Steinwerkzeug kaum weiterentwickelt hat. Danach wird aufgezeigt, wie Ergaster den afrikanischen Kontinent verließ und nach Asien ging. Später wird der Ergaster als Homo erectus bezeichnet, da er sich sehr von dem eigentlichen Ergaster unterscheidet. Eine Gruppe von Jägern wird gezeigt, wie sie einen Bambuswald durchqueren. Hier wird wieder auf die hohe Anpassungsfähigkeit des Menschen hingewiesen, da die meisten Werkzeuge nicht mehr aus Steinen bestehen, sondern aus dem vorhandenen Bambus. Auch wird in einer Szene klar, wie menschlich Erectus ist, als die Gruppe einen Gigantopithecus beim Fressen überrascht. Anschließend wechselt die Szenerie zurück zu dem in Afrika lebenden Ergaster und zeigt, wie der Mensch zum Feuer kam.
Folgende Tiere kommen vor:
- Ameisen
- Gigantopithecus
- Giraffen
- Gnus
- Paviane
- Schwalben
- Vogelspinnen

Im vierten Part werden die modernen Menschen gezeigt. Man begleitet eine Gruppe von Homo heidelbergensis, bestehend aus drei Brüdern und einer Frau, auf ihrer Jagd. Sie attackieren einen Megaloceros, wobei der jüngste der Brüder schwer verletzt wird. Trotz Versorgung und Fürsorge der anderen verstirbt er in der Nacht. Am Morgen zieht die Gruppe weiter und lässt den Toten einfach so zurück. Daran soll klar werden, dass diese Menschen über medizinisches Wissen verfügten, aber keine Vorstellung an ein Leben nach dem Tod hatten. Anschließend wird gesagt, dass sich die Gruppe des Homo heidelbergensis spaltete: Einige gingen südlich, bis nach Afrika, einige verblieben in Europa. Aus letzteren entwickelte sich der Neandertaler. Eine Familie wird begleitet und man sieht alltägliches Verhalten in der Höhle, eine Jagd auf eine Mammut-Herde, sowie den Niedergang durch eine andere Menschenart. Dem Neandertaler wird Fantasie und Vorstellung an einem Leben nach dem Tod abgesprochen sowie einem Leben im Hier und Jetzt zugesprochen. Danach werden die ehemaligen „Heidelbergensis“ in Afrika behandelt, die aufgrund einer Dürre kurz vor dem Aussterben standen. Diese Homo sapiens idaltu überlebten durch die natürliche Auslese: Nur die stärksten und intelligentesten überlebten und sicherten so den Fortbestand der ganzen Art. Auch wird gezeigt, dass diese Menschen für die Zukunft planten. Danach wird der Konflikt mit den Neandertalern und dem frühen europäischen Homo sapiens (Cro-Magnon-Mensch) angekratzt. Außerdem wird gezeigt, dass sie Höhlenmalerei machten und eine Vorstellung nach dem Tod hatten.
Folgende Tiere kommen vor:
- Hasen
- Käfer
- Megaloceros
- Schlangen
- Wollhaarmammut

## Hintergrund
Im Gegensatz zu den anderen Dokumentationen der Walking with...-Reihe wirken weder Jasper James noch Tim Haines an dieser Dokumentation mit. Lediglich die prähistorischen Säugetiere Ancylotherium, Deinotherium, Dinofelis, Megaloceros oder das Wollhaarmammut wurden aus Die Erben der Saurier übernommen.
Produziert wurde der Film von der BBC, dem Discovery Channel sowie ProSieben. Die Urmenschen wurden fast vollständig durch 14 kostümierte Schauspieler dargestellt. Sie trugen in ihren Kostümen Windeln, da es unmöglich war, während des Drehs das Kostüm abzulegen. Gefilmt wurde in der südlichen Kalahari, an den Augrabiesfälle sowie am Oranje.
In der Originalfassung ist Robert Winston auch der Erzähler der Dokumentation, in der US-amerikanischen Fassung fungiert als Erzähler der Schauspieler und Synchronsprecher Alec Baldwin. Für die deutschsprachige Ausgabe fungierte wiederholt Otto Clemens als Erzähler.

## Trivia
- Bereits 2002 in Im Reich der Giganten und 2003 in Monster der Tiefe machte der britische Zoologe Nigel Marven eine fiktive Zeitreise. Im Gegensatz zu Winston griff er allerdings intensiver in das Geschehen ein.